# Jordbävningen i Amatrice 1639

Jordbävningen i Amatrice 1639 var en jordbävning som inträffade den 7 oktober 1639 nära Amatrice, i den övre dalgången av floden Tronto som under denna tid var en del av Kungariket Neapel, nu Italien.

## Historia
Prinsarna Orsini lämnade staden som förstördes av jordbävningen, vars skalv varade i 15 minuter och orsakade ca 500 dödsfall (många kroppar fanns kvar under spillrorna). Skadorna uppmättes till en kostnad på mellan 400,000 och 1 miljon soldos som var valutan som användes på den tiden.
Den 14 oktober inträffade ett stort efterskalv.
Många invånare flydde till landsbygden, där tält var uppsatta, medan andra fann skydd i kyrkan i San Domenico. Några av de byggnader som förstördes eller fick stora skador var: prinsarna Orsinis palats (prinsarna hade lämnat staden när jordbävningen inträffade), Palazzo del Reggimento (Regimentets palats), det Heliga Krucifixets kyrka med flera. Rosenkransböner och processioner organiserades när jordbävningen var över. Det var även stora förluster av nötkreatur (som var den huvudsakliga inkomstkällan under denna tid), vilket tvingade folk att flytta till Rom och Ascoli Piceno.
Effekten av jordbävningen beskrevs i detalj i en rapport som publicerades av Carlo Tiberi år 1639, som senare reviderades och uppdaterades i en andra utgåva samma år.   